# Armure argentée

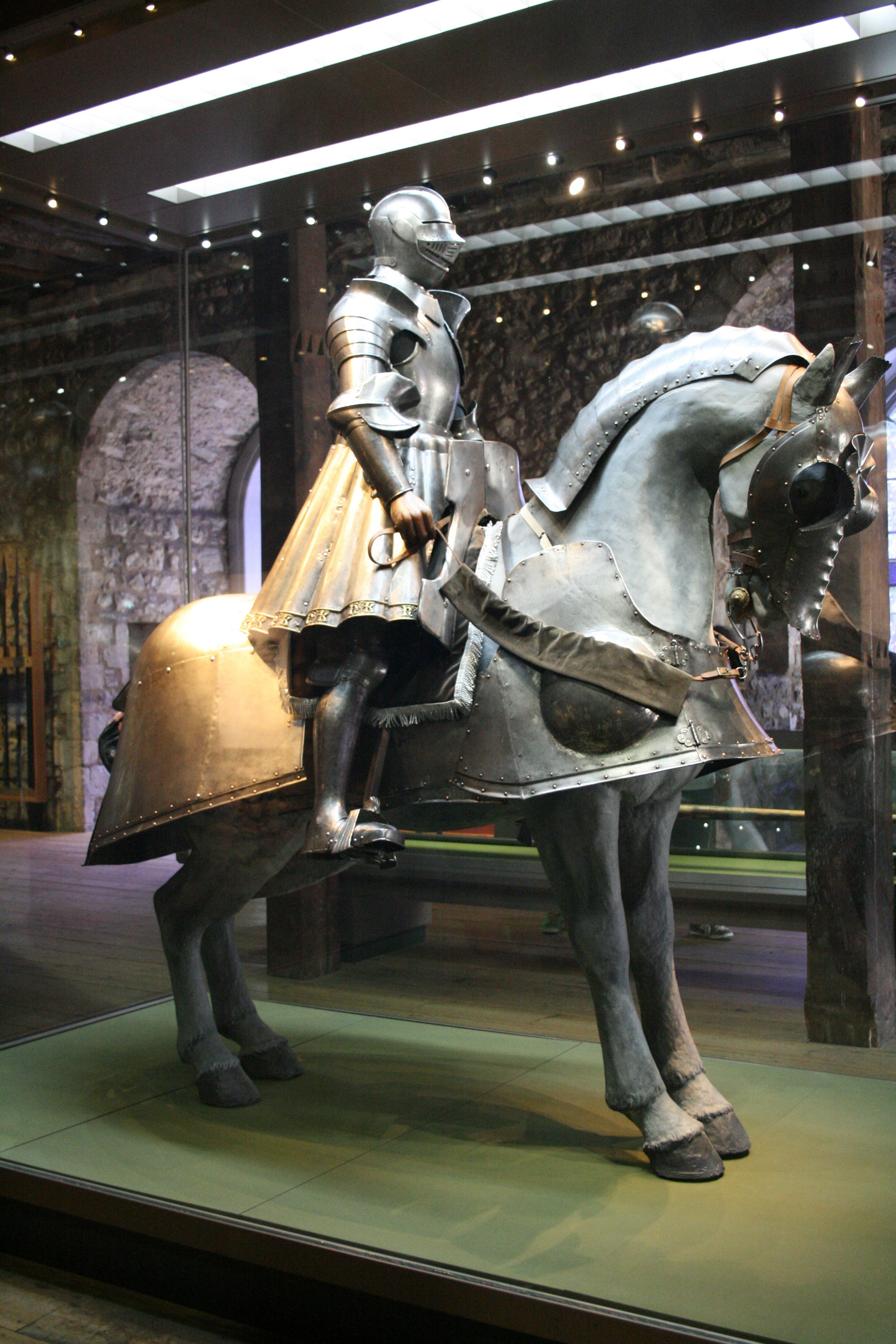
L'armure argentée d'Henri VIII

L'armure argentée est la plus ancienne des six armures du roi Henri VIII d'Angleterre conservée dans la Tour Blanche de la Tour de Londres. Elle a été fabriquée entre 1510 et 1515 pour un prince Henri mince et élancé, avant les problèmes de poids qui affecteront la fin de son règne.

## Description
Un sceau à l'arrière du heaume tend à faire penser que l'armure a été réalisée par l'orfèvre flamand Peter Fevers. D'un poids de 30,13 kg, elle est plus légère que la plupart des armures de l'époque. 
Les ciselures de la main Paul van Vrelant célèbrent le mariage du roi avec Catherine d'Aragon. D'autres motifs dorés représentent les saints patrons d'Henri VIII, saint Georges, et de Catherine d'Aragon, sainte Barbara. On retrouve également leurs emblèmes héraldiques, la rose et la grenade. La base de l'armure est dotée d'une jupe décorée d'un liseré où sont entrelacées les initiales H (pour Henri) et K (pour Katherine).
Le heaume possède une visière pivotante et des charnières pour pouvoir l'enfiler et le retirer plus facilement. Il est ciselé d'un feuillage de roses et de grenades.
L'armure du cheval (la barde), sur laquelle est montée l'armure argentée, est une réalisation de Guille Margot, également orfèvre flamand. Elle est aussi ciselée de motifs représentant des épisodes de la vie de saint Georges et de sainte Barbara. Sur la bordure intérieure, la devise du roi, Dieu et mon droit, est gravée avec les emblèmes de roses et de grenades.
L'armure a été transférée à la Tour de Londres vers 1649 où elle est toujours exposée.

## Source
- À la découverte de la Tower of London, guide de la Historic Royal Palaces, 2011,  (ISBN 978-1-873993-01-9), p. 54-55.